# استان اوبون راتچاتانی

نقشهٔ تایلند و جایگاه استان اوبون راتچاتانی.

استان اوبون راتچاتانی یا اوبون راچاتانی که به اختصار اوبون نامیده می‌شود یکی از استانهای کشور تایلند است. مساحت آن ۱۶۱۱۲ کیلومترمربع می‌باشد. جمعیت این استان در سال ۲۰۰۹ بالغ بر ۱۸۰۳۰۰۰ نفر برآورد شده‌است.
استان اوبون راتچاتانی از نظر تقسیمات کشوری بخشی از ناحیه شمال خاوری تایلند به حساب می‌آید. مرکز این استان شهر اوبون راتچاتانی است.